# Merkiti
Merkiti, Mergedi ali Mergidi (mongolska beseda merged lahko pomeni modri, spretni, vešči, izkušeni lokostrelci ali lovci) so bili mongolsko pleme, znano po okrutnosti, ki je v srednjem veku živelo v jugovzhodni Sibiriji. Po dvajsetih letih vojn z Mongoli so bili poraženi in Temudžin, kasnejši Džingiskan, jih je v prvem desetletju 13. stoletja vključil v mongolski narod.  Po združitvi Mongolov leta 1206 so kot samostojna etnična skupina izginili. 

## Etnična pripadnost
Narodnostna pripadnost Merkitov ni povsem jasna. Zelo verjetno so bili Mongoli, sorodni Najmanom, Kereitom in Kitanom, domneva pa se, da so bili bolj sorodni Paleosibircem, na primer  Čukčem, ali tunguškim ljudstvom, na primer Mandžurcem in Evenkom. 

## Spori z Džingiskanom
Temudžinova mati Hölun, ki je bila iz plemena Olhonudov, je bila leta 1153 zaročena z merkitskim vojščakom Čiledujem. Ko jo je Čiledu peljal na svoj dom, jo je Temudžinov oče Jesugej ugrabil in se kasneje z njo poročil. 
Ko se je poročil Temudžin, se je zgodba obrnila. Merkiti so mu okrog leta 1184 za povračilo ugrabili ženo Börte in jo dali za ženo enemu od svojih vojščakov. Temudžin je s pomočjo krvnega brata Džamuga in očima Togril kana Börte rešil iz ujetništva. Börte je kmalu zatem rodila sina Džočija. Temudžin ga je sprejel za svojega sina, čeprav ni bil povsem prepričan, da je njegov oče. Vsi ti dogodki so povzročili globoko sovraštvo med Temudžinom in njegovo družino in Merkiti. V naslednjih dvajsetih letih je zato med njimi prišlo do številnih spopadov. 
Po združitvi mongolskih plemen in Temudžinovem imenovanju za velikaga kana leta 1206 so Merkiti kot samostojna etnična skupina izginili. Tisti, ki so preživeli, so se pomešali med druga mongolska plemena, predvsem Ojrate, tisti, ki so pobegnili, pa so se pomešali med Kipčake. V letih 1215-1218 sta Subedej in Džoči strla še njihove zadnji odpor. Pobegli Merkiti so dobili zatočišče pri Kankalih in Kipčakih, zaradi česar je med njimi in Mongoli prišlo do spora.

## Merkiti v Mongolskem cesarstvu
Nekaj Merkitov je v Mongolskem cesarstvu doseglo pomembne položaje, vendar so jih obravnavali kot Mongole. 
Merkitka je bila Džingiskanova žena Kulan katun. Njen in Džingiskanov sin Kulgen je umrl med obleganjem Rjazana leta 1236. Med mongolsko invazijo na Volško Bolgarijo so leta 1236 na ozemljih Bolgarov in Kipčakov  še obstojale posamezne skupine Merkitov. 
Merkitskega porekla je bila žena velikega kana Gujuka Ogul Kajmiš katun, ki je bila v letih 1248-1251 regentka Mongolskega cesarstva. 
Merkita sta bila tudi tradicionalista Bajan in njegov nečak Tokta, ki sta bila svetovalca  mongolskih vladarjev na Kitajskem in v Mongoliji. Po padcu cesarstva Yuan je Bajan postal poveljnik cesarske garde (kešik) v Severni dinastiji Yuan oziroma Mongolskem kanatu.